# Ciné Palace
 (août 2014).
Si vous disposez d'ouvrages ou d'articles de référence ou si vous connaissez des sites web de qualité traitant du thème abordé ici, merci de compléter l'article en donnant les références utiles à sa vérifiabilité et en les liant à la section « Notes et références ».
Ciné Palace est une ancienne chaîne de télévision française produite et éditée par AB Groupe, diffusée de 1996 à septembre 2002.

## Histoire de la chaîne
En 1996, le groupe AB lance un bouquet cinéma composé de 5 chaînes: Action, Polar, Rire, Romance et Ciné Palace.
En septembre 2002, AB Groupe met en place un nouveau bouquet cinéma qu'il nomme Cinébox. Il est constitué de 4 chaînes: Ciné Comic, Ciné Polar, Ciné FX et Ciné Box qui remplace Ciné Palace.

## Identité visuelle

### Logo

Logo de Ciné Palace de 1996 à 2002